# 1-й горный артиллерийский полк (Италия)
1-й горный артиллерийский полк (итал. 1º Reggimento artiglieria terrestre (montagna)) — полк горной артиллерии в составе итальянской армии, специализируется на войне в горах. Отличился в ходе двух мировых войн. Как и все солдаты Альпийских горных войск Италии, артиллеристы этого полка носят традиционную шляпу Капелло альпино.

## Герб
В правом верхнем углу герба в чёрном поле изображён вздыбленный серебряный лев с червлёным языком, всю главу щита занимает золотое поле. Под главой в червлёном поле серебряный крест, в центре креста лазурный бушующий бык, над быком часть лазурного титла. Над щитом изображена золотая корона с лентами по обе стороны щита: правая лента состоит из двух золотых и одной лазуревой полос; левая — из зелёной, серебряной и червлёной полос. Под щитом девиз на золотой ленте NULLA VIA INVIA.
Серебряный крест в червлёном поле является гербом города и провинции Пьемонт, располагающихся на северо-западе Италии (провинция граничит с Францией и Швейцарией). Бык символизирует плодородные земли, лев — мужество и храбрость. Жёлтый и синий цвета присутствуют на кайме флага Пьемонта, зелёный, белый и красный — цвета национального флага Италии. Корона имеет отсылку к монархическому строю Италии, а девиз символизирует выносливость горных стрелков, способных преодолевать любые преграды.

## История

### Начало существования
1-й горный артиллерийский полк был образован 1 ноября 1877 на основе двух бригад, взятых из 14-го и 16-го полков. 1 октября 1909 из пяти батарей полка был создан 2-й полк, и тем самым уже существующий полк получил название 1-го. Командиром стал майор Пьетро Ланфранко. Участвовал в итало-турецкой войне, сражаясь в Ливии с группами «Суза», «Аоста», «Пинероло» и «Мондови». В 1935 году включён в состав 1-й альпийской дивизии «Тауринензе» с группой «Суза», вместе с 5-й альпийской дивизией «Пустерия» участвовал в войне в Эфиопии. С артиллерийскими группами «Суза» и «Аоста» участвовал в Апрельской войне и позднее воевал против югославских партизан в Черногории.
В октябре 1943 года после перемирия с союзниками и последующей капитуляции Италии полк прекратил существование: группа «Аоста» полностью была перебита, остатки других групп ушли к партизанам. Значительная часть личного состава полка служила в югославской партизанской дивизии «Гарибальди» до ноября 1944 года, которая была отмечена несколько раз итальянской медалью «За воинскую доблесть».

### После войны
1-й горный артиллерийский полк был воссоздан в 1952 году со штаб-квартирой в Риволи: в его состав вошли артиллерийские группы «Аоста», «Суза» и «Пинероло». 1 июля 1957 полк был отправлен в Кунео оказывать помощь пострадавшим от наводнения, за проведённые работы удостоен серебряной медали за гражданскую службу. С 1962 года состоит в альпийской бригаде «Джулия», позднее переведён в Карнию и там расформирован, с 1975 года его традиции несли артиллерийские группы «Пинероло» и «Аоста». Восстановлен 19 сентября 1992 на основе полка «Аоста», с 2001 года классифицируется как 1-й артиллерийский полк сухопутных войск. В 2000—2002 и в 2005 годах нёс миротворческую службу в Косово, в 2003—2004 годах — в Афганистане.

## Текущая структура
Полк входит в альпийскую бригаду «Тауринензе» и оснащён самоходными гаубицами FH-70. Текущая структура:
- Полковое командование
  -  Командование и батарея снабжения
  -  7-я батарея разведывания, отметки целей и тактической связи «Суса’д Фер»
  -  Артиллерийская группа «Аоста»
    -  4-я гаубичная батарея «Ла Помоните»
    -  5-я гаубичная батарея «Ла Фульмине»
    -  40-я гаубичная батарея
    -  6-я батарея огневой и технической поддержки «Ла Гарибальди»

## Награды
Полк награждён Золотой медалью «За воинскую доблесть» указом от 31 декабря 1947 за отвагу, проявленную в боях против немецких захватчиков (с 9 сентября 1943) на стороне югославских партизан, а также серебряной медалью «За гражданскую доблесть» и бронзовой медалью заслуг Красного Креста Италии. Золотой медалью «За воинскую доблесть» награждены четверо военнослужащих полка: лейтенант Родольфо Бозелли, капитан Микеле Д'Анжело, капитан Риккардо Де Кароли и сержант Новенио Букки.
Серебряной медалью «За воинскую доблесть» был награждён генерал итальянской армии Карло Равнич, служивший в полку.